# Педрейра (Фелгейраш)
Педрейра (порт. Pedreira) — район (фрегезия) в Португалии, входит в округ Порту. Является составной частью муниципалитета Фелгейраш. По старому административному делению входил в провинцию Дору-Литорал. Входит в экономико-статистический субрегион Тамега, который входит в Северный регион. Население составляет 1725 человек на 2001 год. Занимает площадь 3,50 км².
Покровителем района считается Святая Маринья (порт. Santa Marinha).